# Idol mit Vogelgesicht
Koordinaten: 48° 13′ 35,5″ N, 15° 19′ 43,7″ O
Das Idol mit Vogelgesicht ist eine aus der mittleren Jungsteinzeit stammende anthropomorphe Tonfigur mit Vogelgesicht, die 1933 in der Nähe von Melk in Österreich gefunden wurde.
Die Tonfigur wurde 1933 bei Straßenbauarbeiten am österreichischen Höpfenbühel, einer Erhebung der Bundesstraße Nr. 1 zwischen den Orten Melk und Loosdorf, entdeckt. Der Wissenschaftler Richard Pittioni beschrieb 1940 die 5,2 cm hohe Tonfigur und hob besonders die vogelkopfartige Gesichtsdarstellung sowie den einzigen stummelartigen Arm hervor. Er datierte das Fundstück in die Lengyel-Kultur der mittleren Jungsteinzeit, typologische Vergleiche mit ähnlichen Darstellungen stützen diese Theorie. Heute befindet sich das Original im Stadtmuseum Melk.
Bei Restaurierungsmaßnahmen im Naturhistorischen Museum in Wien wurde festgestellt, dass das Idol vom Höpfenbühel ursprünglich zwei Arme hatte. Mit seinem runden Kopf und säulenförmigem Körper nimmt das Figürchen, laut Elisabeth Ruttkay vom Naturhistorischen Museum, eine Sonderstellung in der Idolwelt der mährisch-ostösterreichischen Gruppe der Bemaltkeramik (MOG) ein, da in dieser ähnliche Kopf-Hals-Rumpfdarstellungen nicht üblich sind. Sie führt die Darstellung des als Vogel-Mensch-Mischwesen ausgebildeten Idols auf Einflüsse aus den zeitgleichen Kulturen des Nordbalkans zurück.